# マメジカ科
マメジカ科 (マメジカか、Tragulidae) は、哺乳綱偶蹄目（鯨偶蹄目とする説もあり）に分類される科。
属名の「トラグルス」はギリシャ語でヤギに似たもの、英名で使われる「Chevrotains」はフランス語で小さなヤギを意味する。同じく英名「マウス・ディア」は＜ネズミジカ＞の意味である。

## 形態
大型種のミズマメジカで体重8 - 13キログラム、小型種のジャワマメジカ類では主に体重2キログラム未満。赤褐色や黄褐色の体毛で被われ、白い斑紋や斑点が入る種もいる。
角はない。眼は大型。下顎に臭腺（下顎腺）があるが、マメジカ類では発達するものの、ミズマメジカやインドマメジカ類では痕跡的。側蹄も含め、蹄が発達する。
上顎の門歯がなく、下顎の犬歯は門歯と類似した形状となり繋がる。小臼歯の歯冠は鋭い。これは食物をすりつぶすのではなく、切断に適した構造をしている。舌は長い。胃は腹腔内の4分の3を占めるほど大型で、3室（第1・第2・第4室）に分かれる。他の反芻動物における第3室を欠くが、ミズマメジカは痕跡的に第3室がある。
オスは上顎の犬歯が伸び続ける。メスの上顎の犬歯は小型で、外観からはわからない。
ミズマメジカは時々昆虫やカニ類を食べ、死体あさりをして肉や魚を口にすることがある。
マメジカの残す原始的な部分として、ブタのような非反芻動物に近い特徴をもつことが挙げられる。足はほっそりしていて短く、それほど敏捷に動くことはできない。しかし体が小さいので、彼らが棲み家にするような藪の中は楽に走り抜けることができる。

## 分類
2004年に頭骨や毛皮といった形態の比較から、旧オオマメジカT. napuと旧ジャワマメジカT. javanicusを細分化する説が提唱された。2005年には頭骨や毛皮といった形態の比較から、M. kathygreの新種記載も含め旧インドマメジカMoschiola meminnaを3種に分割する説が提唱された。
以下の現生種の分類・英名は、Moschiola属を除いてGrubb(2005)に従う。和名は、川田ら(2005)に従う。
- ミズマメジカ属 Hyemoschus
  - Hyemoschus aquaticus ミズマメジカ Water chevrotain

- Moschiola属 - 分類はGroves & Mejiaard(2005)に従う[8]
  - Moschiola indica（旧インドマメジカM. meminnaからインド個体群を分割）
  - Moschiola meminna  （スリランカの乾燥帯の個体群のみを残し分割）
  - Moschiola kathygre（旧インドマメジカM. meminnaからスリランカの湿地帯の個体群を分割）

- マメジカ属 Tragulus - 分類の変移はMejiaard & Groves(2004)に従う[7]
  - Tragulus javanicus ジャワマメジカ Java mouse-deer（ジャワ島個体群のみを残し分割）
  - Tragulus kanchil ヒメマメジカ Lesser mouse-deer（ジャワマメジカの大部分が分割）
  - Tragulus napu オオマメジカ Greater mouse-deer
  - Tragulus nigricans フィリピンマメジカ Philippine mouse-deer（オオマメジカのフィリピン個体群が分割）
  - Tragulus versicolor ベトナムマメジカ Vietnam mouse-deer（オオマメジカのベトナム個体群が分割）
  - Tragulus williamsoni ウィリアムソンマメジカ Williamson's mouse-deer（ジャワマメジカから分割。タイ北部産の模式標本のみ）

絶滅種は６属に分類される。
- Dorcatherium属
  - Dorcatherium minus パキスタンより
  - Dorcatherium majus パキスタンより
  - Dorcatherium nani, kaup 中央ヨーロッパより[10]
- Dorcabune属
  - Dorcabune anthracotherioides パキスタンより
  - Dorcabune nagrii パキスタンより
- Afrotragulus属 Sánchez, Quiralte, Morales and Pickford, 2010 [11]
  - Afrotragulus moruorotensis (previously "Dorcatherium" moruorotensis Pickford, 2001) （中新世初期） ケニア共和国 Moruorotより
  - Afrotragulus parvus (previously "D." parvus Withworth 1958) （中新世初期）、ケニア共和国 ルシンガ島より
- Siamotragulus属
  - Siamotragulus sanyathanai Thomas, Ginsburg, Hintong and Suteethorn, 1990 （中新世中期）、タイ王国 ラムプーン県より
  - Siamotragulus haripounchai Mein and Ginsburg, 1997 （中新世）、タイ王国 ラムプーン県より
- Yunnanotherium属
- Archaeotragulus属 [12]
  - Archaeotragulus krabiensis Metais, Chaimanee, Jaeger and Ducrocq, 2001 （始新世後期）、 タイ王国 クラビー県より。

以下の属を含めることもある。
- Krabitherium属
  - Krabitherium waileki Metais, Chaimanee, Jaeger and Ducrocq, 2007 （始新世後期）、 タイ王国 クラビー県より。[15]

## 生態
主に薄明薄暮時に活動し、昼間は樹洞や岩陰などで休む。繁殖期を除き、単独で生活する。視覚的なコミュニケーションは行わず、鳴き声や臭いつけなどの聴覚的・嗅覚的コミュニケーションを行う。ミズマメジカは肛門周辺の臭腺（肛門腺）や包皮腺から分泌物を糞や尿に混ぜ、行動圏に臭いつけ（マーキング）を行う（縄張り防衛を行うかは不明）。休息時にはまず腰を下ろしてから（イヌのお座りの姿勢）、前肢を畳み込む姿勢をとる。
主に植物の葉や落果を食べるが、昆虫・魚類などを食べることもある。
交尾は長く、性行動は単純。出産後に母親は胎盤を食べる。
種によってある程度の違いはあるが、子供は約3ヶ月で離乳し、5-10ヶ月の間で成熟する。両親が面倒をみることは限られる。彼らには他の反芻動物が持っているような類の臭腺は無いが、顎先の腺で仲間かそうでないかを見分ける。
一部の種は水が得意である。彼らは、捕食者や、その他歓迎できない侵入者が接近した時、長い時間潜水することで危機から逃れることができる。このような水に親和性のある小型の偶蹄類がクジラ類への進化の道を辿ったのではないかとも言われている。